# Frank Peter Zimmermann
Frank Peter Zimmermann (Duisburg, 27 februari 1965) is een Duits violist.
Zimmermanm begon met vioolspelen toen hij vijf jaar oud was, en gaf zijn eerste concert op tienjarige leeftijd.
Nadat hij zijn studie bij Valery Gradov, Saschko Gawriloff en Herman Krebbers in 1983 voltooid had, heeft Frank Zimmermann opgetreden met de meeste belangrijke symfonieorkesten en dirigenten ter wereld, waaronder het Boston Symphony Orchestra en Paavo Berglund, het National Symphony Orchestra Washington en Leonard Slatkin, het Chicago Symphony Orchestra en Manfred Honeck, het Berliner Philharmoniker en Bernard Haitink, het Philharmonia Orchestra en Wolfgang Sawallisch en het Symphonieorchester des Bayerischen Rundfunks en Mariss Jansons.
In februari 2003 voerden Zimmermann en het Berliner Philharmoniker onder leiding van Peter Eötvös de première van het vioolconcert ‘en sourdine' van de Duitse componist Matthias Pintscher uit.
Behalve met orkest, speelt Zimmermann ook veel kamermuziek, en geeft hij recitals. Sinds 1998 heeft hij een vaste partner gevonden in de Italiaanse pianist Enrico Pace. Andere kamermuziek-partners zijn Heinrich Schiff, Piotr Anderszewski en Christian Zacharias. Met zijn opname van het dubbelconcert van Brahms met Schiff won hij de Deutsche Schallplattenpreis.
Voor EMI Classics nam Zimmermann alle belangrijke vioolconcerten op, en daarnaast veel werken voor viool en piano, en solo-vioolmuziek. In 2002 gaf Teldec zijn opname van het Ligeti vioolconcert uit.
Zimmermann speelt op een Stradivarius uit 1711, die aan Fritz Kreisler toebehoorde.
- Bibliothèque nationale de France: cb139014234 (data)
- Gemeinsame Normdatei: 120854228
- International Standard Name Identifier: 0000 0001 1512 0783
- Library of Congress Control Number: n85361013
- Nationale Bibliotheek van Letland: 000314543
- MusicBrainz: 1c36e6a7-2687-4177-9733-fbac70ca16ec
- Nationale Bibliotheek van Tsjechië: xx0078165
- Nationale Bibliotheek van Israël: 987007421700205171
- Nationale Bibliotheek van Polen: a0000002557661
- Nederlandse Thesaurus van Auteursnamen: 10965966X
- SNAC: w6183t90
- Système universitaire de documentation: 074736841
- Virtual International Authority File: 114218583
- WorldCat: E39PBJqQD4dtxbhTVmKDfpmDbd